# Jim Kjelgaard
James Arthur Kjelgaard (New York, 6 december 1910 - 12 juli 1959) was een Amerikaans auteur van jeugdromans waarin vaak honden de hoofdrol speelden. Hij schreef meer dan veertig boeken waarvan Big Red het bekendste is. Dit boek werd in 1962 door Walt Disney verfilmd.
Big Red verkreeg in Nederland bekendheid toen het in 1962 verscheen in het jeugdblad Pep, waarin de setter als 'Roy' werd opgevoerd. Frank Reilly (tekst) en Jesse Marsh (tekeningen) maakten die strip op basis van de film. Het gaat over een Ierse setter die op tentoonstellingen prijzen moet winnen op shows. Maar zijn jonge verzorger probeert de setter zijn oorspronkelijke werk te leren: het zoeken, vinden en voorstaan van hoendersoorten. 
Al snel haalt Roy zijn neus op voor het trainen voor shows en verlangt naar avontuur met zijn jonge verzorger. Vlak voor een grote show wordt Roy daarom door zijn rijke eigenaar gescheiden van zijn verzorger. Maar de setter springt door een raam om de jongen te vinden. Omdat hij door littekens nutteloos is voor schoonheidswedstrijden, worden Roy en zijn kennelgenote verkocht. Onderweg tijdens de treinreis ontsnapt het duo en verwildert. Ze brengen ook een nest groot in de wildernis.
Big Red werd in de VS een groot succes. Tijdens het leven van Jim Kjelgaard werden er honderdduizenden exemplaren van het boek verkocht. Dat inspireerde hem tot twee nieuwe boeken, Irish Red, Son of Big Red en Outlaw Red, Son of Big Red. In beide gevallen blijft het thema een voor shows gecultiveerde Ierse setter, die terug naar de natuur gaat. 
Kjelgaard maakte de verfilming van Big Red - in het Canadese Quebec - niet mee. Hij pleegde in 1959 zelfmoord, geplaagd door chronische hoofdpijn en depressies.   